# Ebbe Glacier
Ebbe Glacier är en glaciär i Antarktis. Den ligger i Östantarktis. Nya Zeeland gör anspråk på området. Ebbe Glacier ligger 228 meter över havet.
Terrängen runt Ebbe Glacier är varierad. Trakten är obefolkad. Det finns inga samhällen i närheten.